# اوچوارسی
اوچوارسی (به لاتین: Uchvarsi) یک منطقهٔ مسکونی در گرجستان است که در ناحیه دزاو واقع شده‌است.